# بنت سالوی
بنت سالوی (انگلیسی: Benet Salway؛ زادهٔ) مورخ و استاد تاریخ باستان در کالج دانشگاهی لندن اهل بریتانیا است. زمینه‌های تخصصی او شامل کتیبه نگاری یونانی و رومیو نام‌شناسی، حقوق روم، تاریخ امپراتوری روم و سفر و جغرافیا در جهان یونانی رومی است.